# 钢包转运车

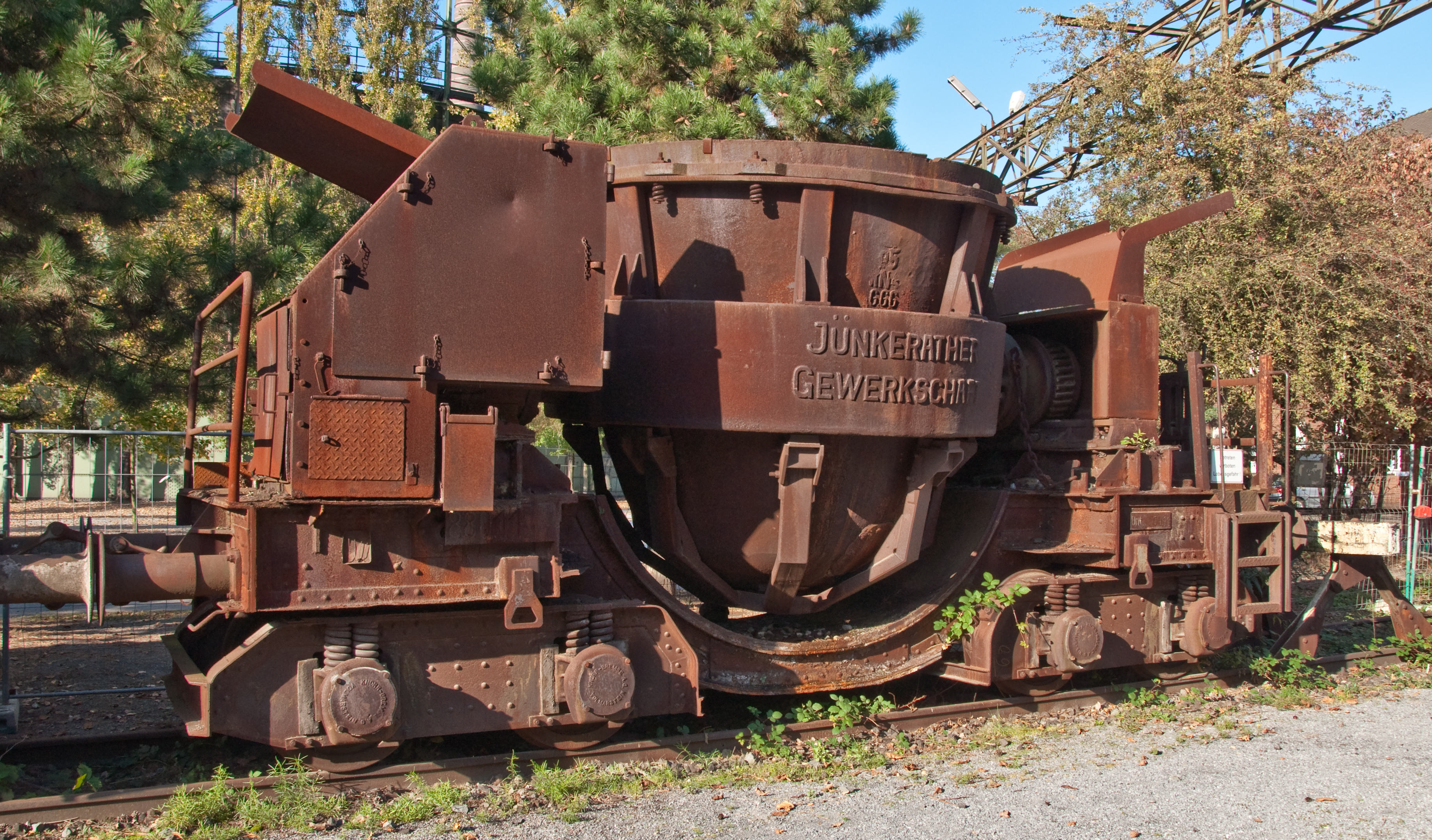
位於北杜伊斯堡景观公园的钢包转运车

钢包转运车又稱钢水运输车、中间包转运车，是一種專門用來搬运物料的車輛。一般铸造厂較多用到钢包转运车。钢包转运车上有一個盛鋼桶，鋼水要倒在盛鋼桶裡面。